# Agnes Naa Momo Lartey
Agnes Naa Momo Lartey es una política ghanesa. Participó en las elecciones generales de Ghana de 2020 y ganó el escaño parlamentario para el distrito electoral de Krowor.

## Infancia
Nació el 16 de abril de 1976 y proviene de Greater Accra y su ciudad natal es Krowor y es cristiana.

## Política
Comenzó su carrera política en el año 2000. Desde entonces, se ha desempeñado como asambleísta y miembro presidente de la Asamblea Municipal de Krowor.
En diciembre de 2016, participó en las Elecciones Generales de Ghana de 2016 bajo la boleta del Congreso Nacional Democrático y perdió ante Elizabeth Afoley Quaye del Nuevo Partido Patriótico . Volvió a participar en las elecciones generales de Ghana de 2020 bajo la boleta del Congreso Nacional Democrático y ganó. Obtuvo 41.850 votos, lo que representa el 55,80% del total de votos emitidos. Fue elegida sobre la titular, Elizabeth Afoley Quaye del Nuevo Partido Patriótico y Hannah Bortey del Movimiento Sindical de Ghana . Estos dos partidos obtuvieron 32.604 y 545 votos respectivamente del total de votos válidos emitidos. Representando el 43,47% y el 0,73% respectivamente del total de votos válidos emitidos.